# Цисі (місто)
Цисі (кит. спр. 慈溪市, піньїнь: Cíxī Shì) — місто-повіт в південнокитайській провінції Чжецзян, складова міста Нінбо.

## Географія
Цисі лежить на березі Східнокитайського моря.

### Клімат
Місто знаходиться у зоні, котра характеризується вологим субтропічним кліматом. Найтепліший місяць — липень із середньою температурою 29.2 °C. Найхолодніший місяць — січень, із середньою температурою 4.9 °С.
| Клімат Цисі             | Клімат Цисі | Клімат Цисі | Клімат Цисі | Клімат Цисі | Клімат Цисі | Клімат Цисі | Клімат Цисі | Клімат Цисі | Клімат Цисі | Клімат Цисі | Клімат Цисі | Клімат Цисі | Клімат Цисі |
| Показник                | Січ.        | Лют.        | Бер.        | Квіт.       | Трав.       | Черв.       | Лип.        | Серп.       | Вер.        | Жовт.       | Лист.       | Груд.       | Рік         |
| Середній максимум, °C   | 8,6         | 11,1        | 14,9        | 21          | 26          | 29          | 33,6        | 32,6        | 28,4        | 23,4        | 17,7        | 11,5        | 21,5        |
| Середня температура, °C | 4,9         | 6,9         | 10,5        | 16,2        | 21,2        | 24,9        | 29,2        | 28,6        | 24,6        | 19,2        | 13,4        | 7,4         | 17,3        |
| Середній мінімум, °C    | 2           | 3,6         | 7           | 12,1        | 17,3        | 21,6        | 25,6        | 25,5        | 21,5        | 15,8        | 9,8         | 4,2         | 13,8        |
| Норма опадів, мм        | 75.5        | 79          | 127.4       | 104.8       | 111.7       | 182.1       | 143.6       | 173.5       | 140.2       | 79.9        | 71          | 54.6        | 1343.3      |
| Вологість повітря, %    | 79          | 78          | 77          | 74          | 75          | 80          | 75          | 78          | 80          | 78          | 78          | 78          | 77.5        |
| ----------------------- | ----------- | ----------- | ----------- | ----------- | ----------- | ----------- | ----------- | ----------- | ----------- | ----------- | ----------- | ----------- | ----------- |
| Джерело: data.cma.cn    |             |             |             |             |             |             |             |             |             |             |             |             |             |